# 金華山ロープウェー

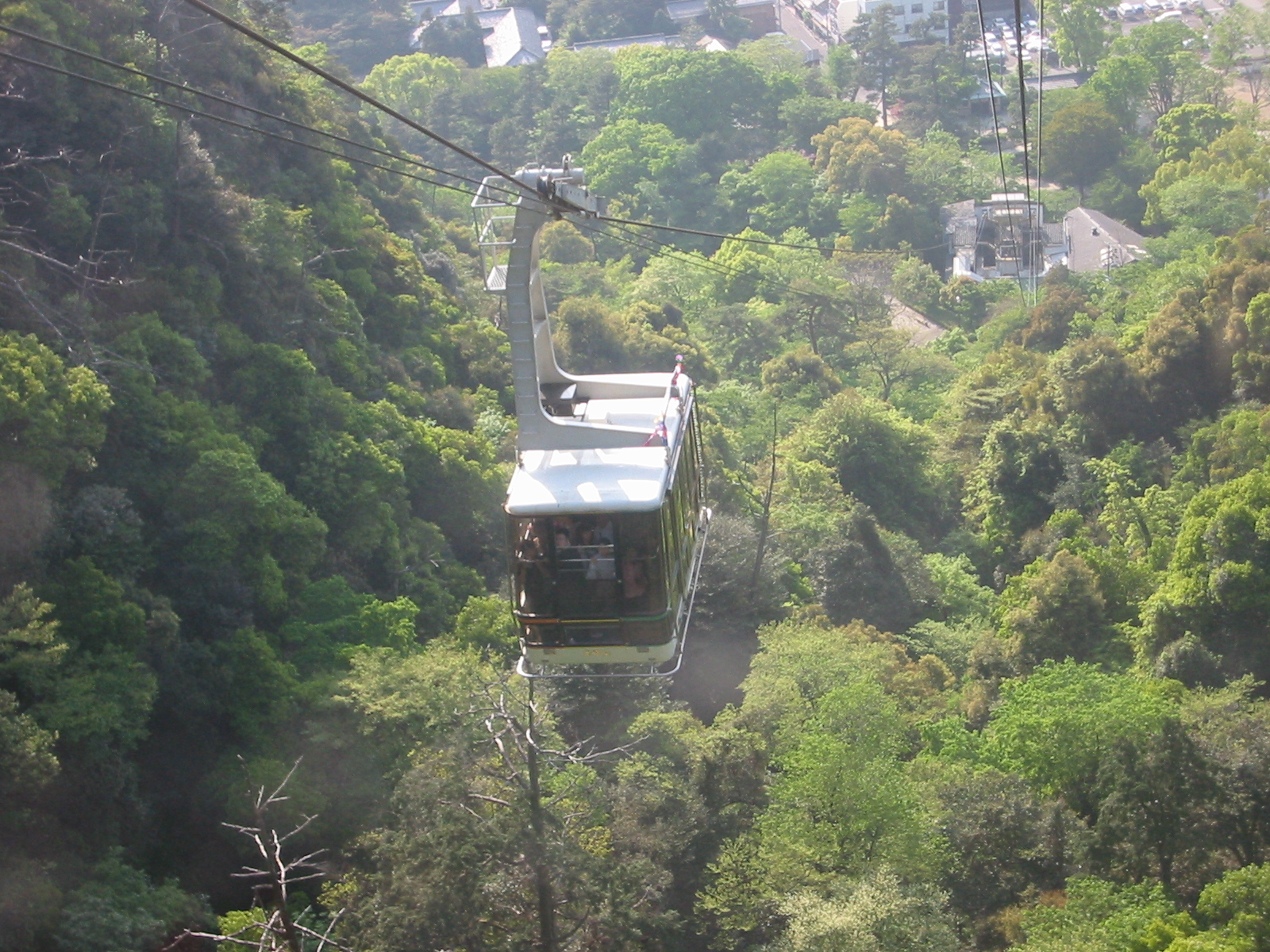
金華山ロープウェー

金華山ロープウェー（きんかざんロープウェー）は、岐阜県岐阜市の金華山麓駅から同市の金華山頂駅までを結ぶ岐阜観光索道の索道（ロープウェイ）である。金華山（岐阜公園）の麓と山頂を結び、岐阜城へ向かうルートである。ぎふ金華山ロープウェーの愛称がある。

## 歴史
企画された頃は、全国でも空中ケーブルカーは2か所しかなく、戦後の新設は初めてだった。また、傾斜角も全国一の急傾斜角である。
- 1954年（昭和29年）10月6日 - 運輸省名古屋陸運局（当時、現在の国土交通省中部運輸局）より架設免許[5]。
- 1955年（昭和30年）4月14日 - 開通[1][5]。
- 1991年（平成3年）11月25日 - 改修工事のため、運休となる[6]。
- 1992年[1]（平成4年）3月14日 - 改修工事が終了し、運転再開[7]。従来より大型のゴンドラとなり、輸送力が改修前の1.5倍（1時間当たり675人）となる[7]。
- 2011年[1]（平成23年）
  - 2月7日 - ゴンドラ交換のため運休となる[8]。
  - 3月11日 - 改修が終わり運転再開[9]。
- 2021年（令和3年）4月4日 - 2020年東京オリンピックの聖火リレーにおいて、金華山ロープウェーがコースとして使用される[10][11][12][13]。
  - 当初は、2020年（令和2年）4月5日の開催を予定していたが[14]、新型コロナウイルス感染症の感染拡大に伴う開催延期により聖火リレーも延期となった。

## 路線データ等

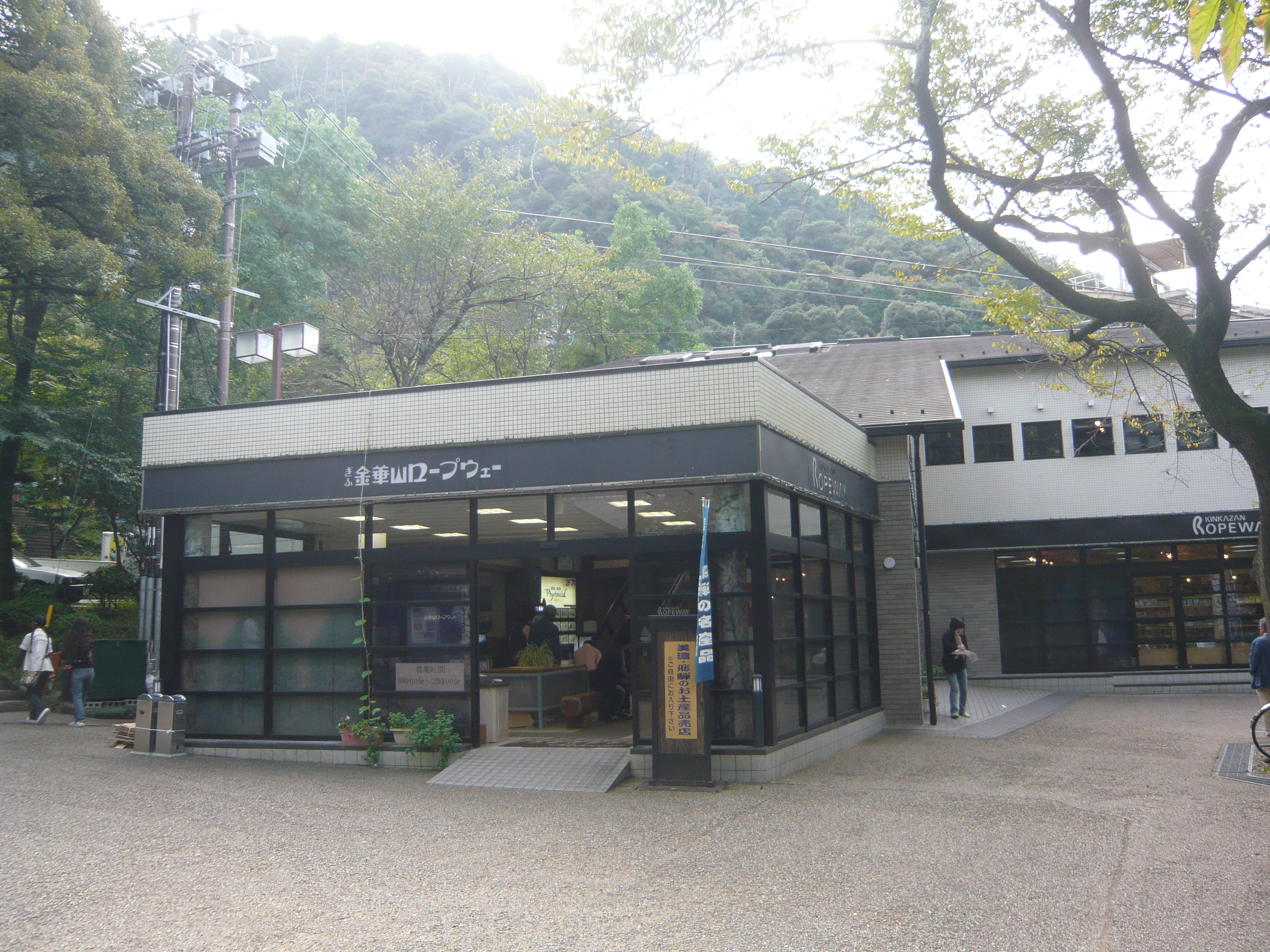
金華山麓駅

### 路線データ
- 走行方式：3線交走式[1][3]
- 全長：599m[1][5]
- 高低差：255m[1]
- 勾配：25度
  - 最急勾配：32度[1]
- 駅数：2駅（金華山麓駅 - 金華山頂駅）
  - 金華山麓駅は旅客上の名称で、国土交通省への届出名称は「千畳敷駅」となっている[5]。
- 設計製作：安全索道[1]

### 搬器データ
2011年の更新の際に、搬器の制御システムをサイリスタ制御からVVVFインバータ制御に変更している。
- 搬器メーカー：大阪車輌工業[1]
- 搬器：2輌（定員46人[1]）
- 搬器自重：2,700kg
- 速度：秒速3.6m[1]
- 運転時分：3分30秒[1]
  - 所要時間に関しては、約3分[2]、約4分[4][15]と媒体などによって表記ゆれがある。

## 接続路線
- 金華山麓駅：岐阜バス「岐阜公園歴史博物館前」バス停で、東海旅客鉄道（JR東海）岐阜駅・名古屋鉄道（名鉄）名鉄岐阜駅方面への路線バスが接続している[1]。

## その他
- 金華山麓駅は、中部の駅百選の第4回選定で選ばれている。